# Satyrium lunulatum
Satyrium lunulatum is een vlinder uit de familie van de Lycaenidae. De wetenschappelijke naam van de soort werd als Thecla lunulata in 1874 gepubliceerd door Erschoff.